# Martin Graff (Zisterzienser)

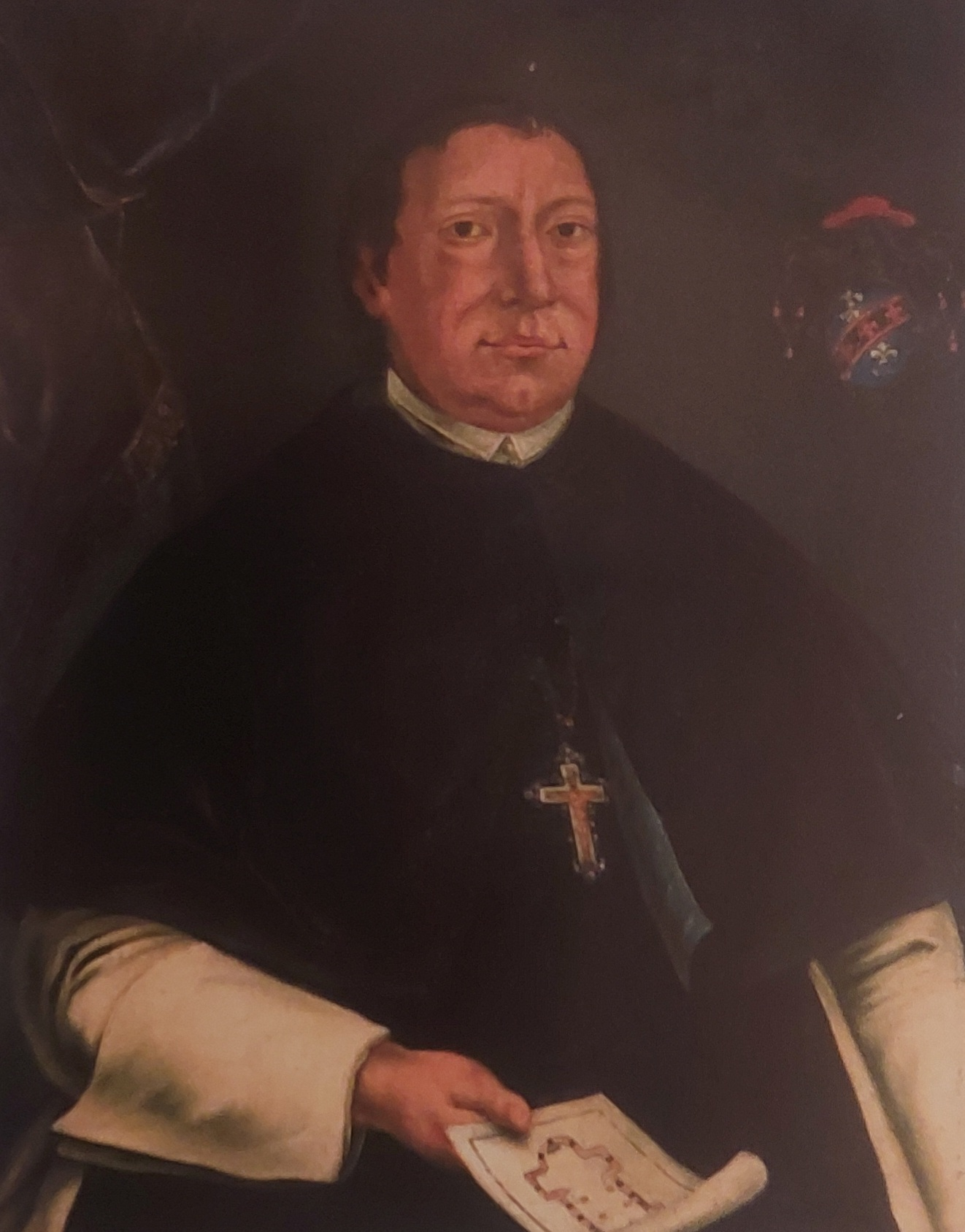
Portrait von Abt Martinus

Martin (oder lat. Martinus) Graff (* 13. Februar 1678 in Wellmitz; † 27. September 1741 in Neuzelle) war der 40. und einer der bedeutendsten Äbte des Zisterzienserklosters Neuzelle.

## Leben
Über sein frühes Leben ist nicht viel bekannt. Er besuchte die Klosterschule in Neuzelle, legte dort im Kloster 1697 seine Ordensgelübde ab und erhielt den Ordensnamen Martinus. Nach einem Theologiestudium in Prag von 1701 bis 1703 wurde er 1703 zum Priester geweiht. Martinus war seit 1717 Subprior, wurde am 20. März 1727 zum Abt gewählt und erhielt seine Benediktion drei Tage später. Er gilt als einer der großen Bauherren des Klosters. So baute er die Stiftskirche prunkvoll aus. Weiterhin ließ er die Pfortenkapelle zur Pfarrkirche ausbauen. Er ließ auch den Neuzeller Atlas erstellen, der heute in der Staatsbibliothek zu Berlin aufbewahrt wird.
Am 23. Februar 1732 ernannte ihn der preußische König Friedrich Wilhelm I. zum Geheimen Rat und Vicarius Generalis in spiritualibus für die Kurmarken, Magdeburg und Halberstadt, also eine Art königlichen Vikar für die Leitung der katholischen Kirche in Preußen. Die Römische Kurie löste diese Gebiete aus dem Nordischen Vikariat und ernannte Martinus zum Titularbischof von Zama und zum Apostolischen Vikar. Der König wollte jedoch, dass der maßgebliche Vikar der preußischen Katholiken ihm unterstand, und wollte keinen vom Papst bestellten Apostolischen Vikar dulden. Daher zog er seine Ernennung Martin Graffs zurück, und somit fanden die Einführung als Vikar und die Bischofsweihe nie statt.
Martin Graff starb am 27. September 1741 und wurde als Erster in der Äbtegruft der Josefskapelle in Neuzelle bestattet.

## Bautätigkeit

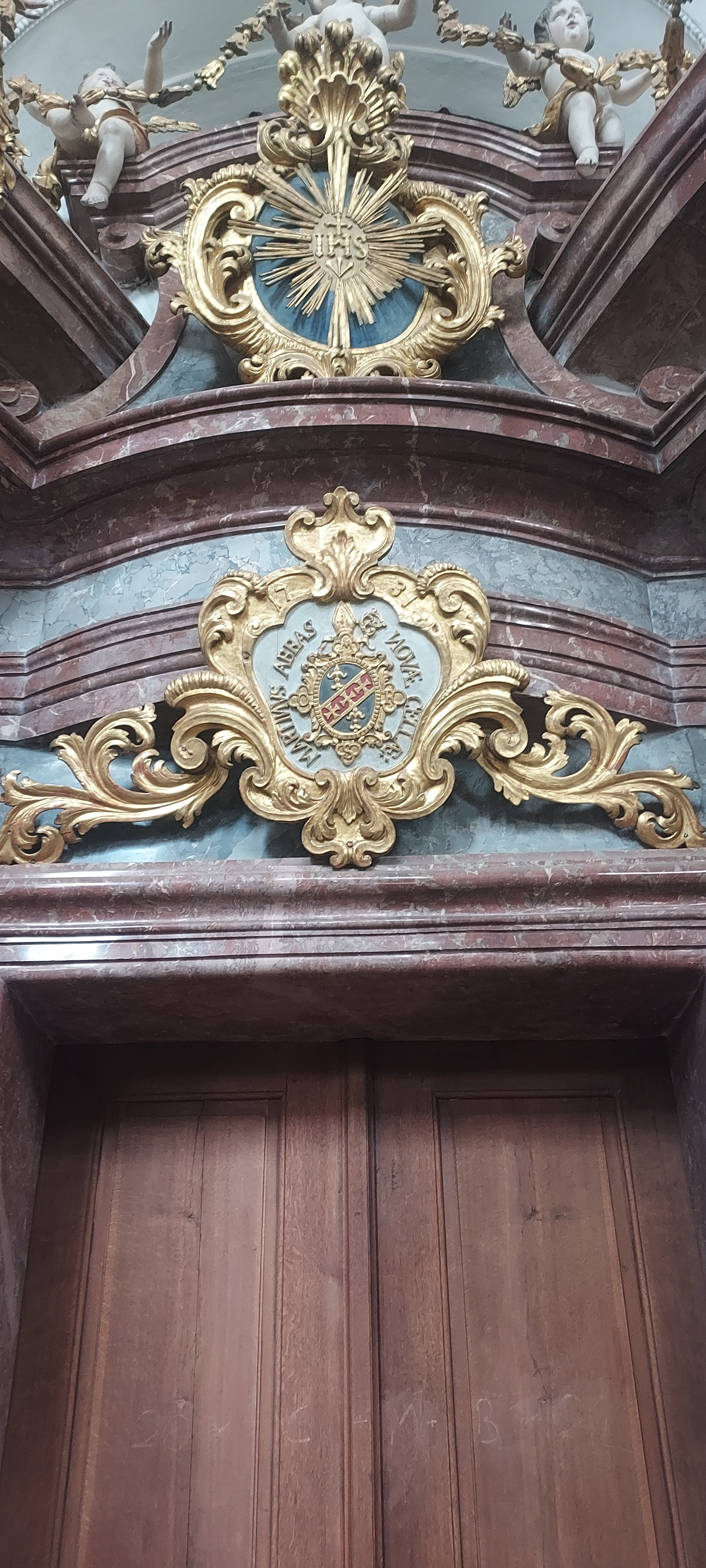
Abtwappen von Martinus an der Nordinnenwand der Stiftskirche in Neuzelle

Kurz nach seiner Einführung als Abt begann er mit dem Aufbau der Kirche Zum Heiligen Kreuz als neue Pfarrkirche der Neuzeller Gemeinde. Weiterhin ist in seine Bautätigkeit die sechste Bauphase des Klosters einzuordnen. So wurde die Stiftskirche um die Vorhalle, den Altarraum und die Josefskapelle erweitert. Er ist mit mehreren Wappen in der Stiftskirche vertreten. Im Gedanken an die Neuzeller Märtyrer errichtete er die Schiefe Kapelle und die Christussäule. Er ließ ein Gymnasium errichten und etablierte den Weinbau als einen wichtigen Wirtschaftszweig des Klosters.